# رابرت آرمسترانگ (هنرپیشه)
رابرت آرمسترانگ (انگلیسی: Robert Armstrong؛ ‏ ۲۰ نوامبر ۱۸۹۰ – ۲۰ آوریل ۱۹۷۳) بازیگر اهل ایالات متحده آمریکا بود.

## بخشی از فیلم‌شناسی
- کینگ کونگ (۱۹۳۳)
- مأموران اف‌بی‌آی (۱۹۳۵)
- دیشب را به‌خاطر داری؟ (۱۹۳۵)
- جاسوس محبوب من (۱۹۴۲)
- خون بر خورشید (۱۹۴۵)
- دادگاه جنایی (۱۹۴۶)
- فراری (۱۹۴۷)